# Mistletoe (canción de Justin Bieber)
«Mistletoe» (en español: «Muérdago») es una canción y primer sencillo del segundo álbum Under the Mistletoe del cantante canadiense Justin Bieber. «Mistletoe» integra su segundo álbum de estudio previsto para ser lanzado el 1 de noviembre de 2011. La canción fue escrita por Nasri, Theodore Feldman, y Adam Messinger. Esta fue lanzada el 17 de octubre de 2011.

## Antecedentes
En una entrevista con MTV, Bieber dijo: «Estoy muy emocionado. La canción es realmente pegadiza. Sé que todos mis fans les va a encantar. Es algo que siento que van a estar cantando todos en Navidad». Bieber estrenó la canción en su gira mundial My World Tour el 6 de octubre de 2011 en el Estadio Olímpico de Río de Janeiro, Brasil; y en el Estadio Nacional de Santiago, Chile. Durante la presentación, Bieber confirmó que la canción sería lanzada en iTunes el 14 de octubre de 2011 en todo el mundo.

## Composición
«Mistletoe» es una canción navideña con un sonido derivado de los géneros pop y R&B, usando también elementos del reggae. De acuerdo con muchos críticos, la producción de Bieber tiene mucha similitud con la canción I'm Yours de Jason Mraz. La canción tiene una introducción con cascabeles antes de la instrumentación de guitarra y el piano.

## Formato
Digital
| N.º | Título                    | Duración |  |
| 1.  | «Mistletoe Álbum Versión» | 3:11     |  |
| 2.  | «Mistletoe Radio Edit»    | 3:02     |  |

## Listas musicales
| Lista (2011-12)                        | Mejor posición |
| -------------------------------------- | -------------- |
| Australia (ARIA)                       | 20             |
| Austria (Ö3 Austria Top 40)            | 45             |
| Canadá (Canadian Hot 100)              | 9              |
| Bélgica (Flandes) (Ultratop 50)        | 28             |
| Bélgica (Valonia) (Ultratop 50)        | 1              |
| Corea del Sur (Gaon)                   | 41             |
| Dinamarca (Tracklisten)                | 9              |
| Escocia (Scottish Singles Sales Chart) | 24             |
| España (Top 100 Canciones)             | 16             |
| Estados Unidos (Billboard Hot 100)     | 11             |
| Estados Unidos (Mainstream Top 40)     | 40             |
| Estados Unidos (Adult Contemporary)    | 2              |
| Francia (SNEP)                         | 76             |
| Irlanda (IRMA)                         | 16             |
| Nueva Zelanda (Recorded Music NZ)      | 11             |
| Noruega (VG-lista)                     | 2              |
| Países Bajos (Mega Single Top 100)     | 21             |
| Reino Unido (UK Singles Chart)         | 21             |
| Suecia (Sverigetopplistan)             | 15             |
| Suiza (Schweizer Hitparade)            | 49             |